# Natürlicher Lohn

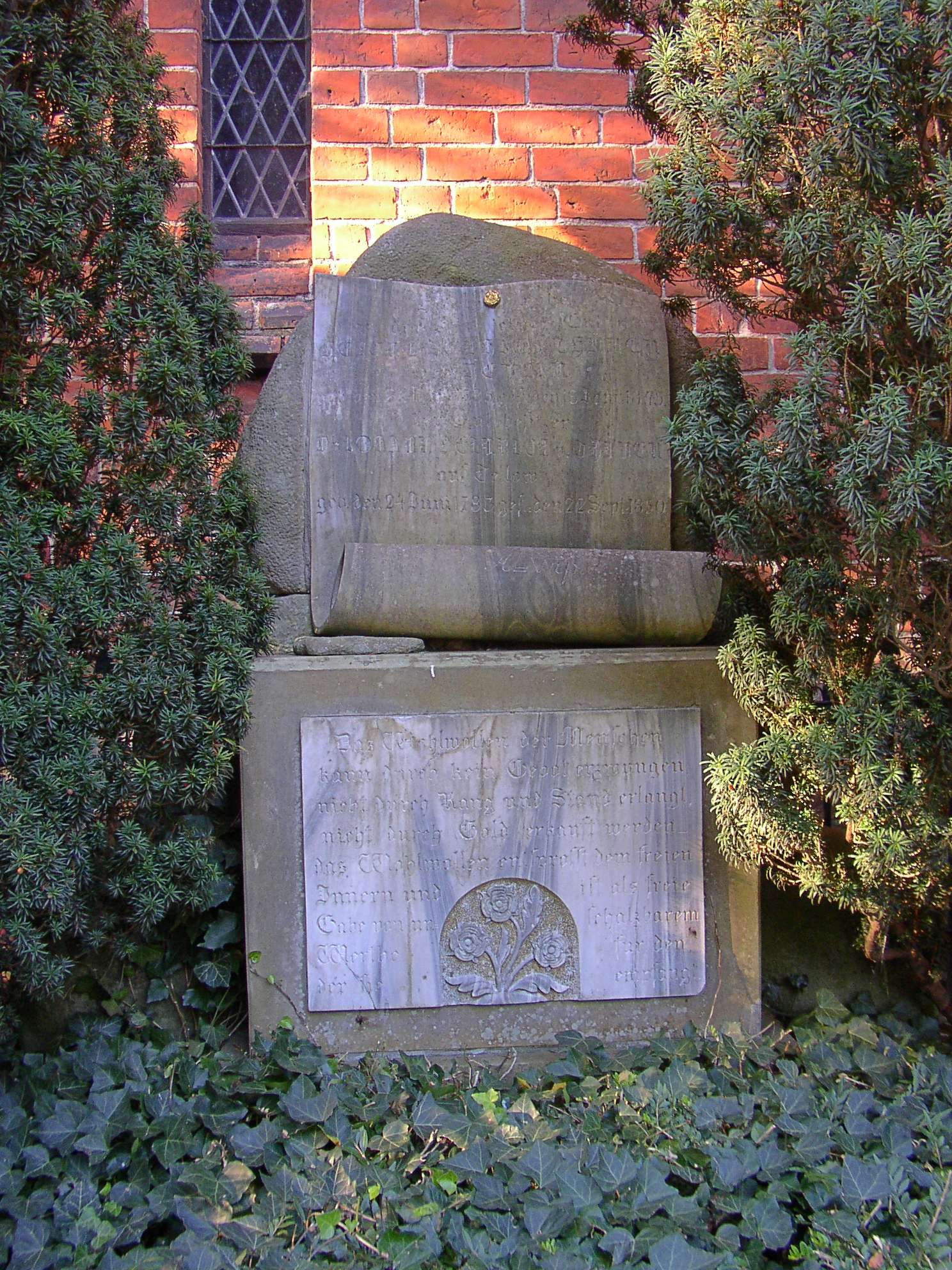
Thünens Grab in Prebberede-Belitz

Natürlicher Lohn ist in der klassischen Nationalökonomie und im Marxismus der Lohn einer Arbeitskraft, der die Reproduktionskosten berücksichtigen sollte und im Existenzminimum zum Ausdruck kommt.

## Allgemeines
Der natürliche Lohn ist eine insbesondere von David Ricardo 1817 vertretene Lohntheorie, nach welcher der langfristige (natürliche) Lohn sich durch die zur Erhaltung des Arbeiters und der Arbeiterklasse notwendigen Kosten bestimmt. Die notwendigen Kosten sind das Existenzminimum und der Substistenzlohn. Im ehernen Lohngesetz Ricardos entspricht der natürliche Lohn dem Substistenzlohn. Substistenzlohn ist derjenige Lohn, den die Arbeiter zur Finanzierung der Selbsterhaltung brauchen.

## Geschichte
Adam Smith ging in seinem grundlegenden Werk Der Wohlstand der Nationen (März 1776) davon aus, dass der natürliche Lohn (englisch natural wage) mindestens so hoch sein muss, dass der Mensch davon existieren kann; er müsse meistens sogar höher sein, um die Fortpflanzung des Arbeiters zu ermöglichen. Die Arbeiter schaffen ihm zufolge den Wert einer Ware alleine, ihnen würden aber Zins, Gewinn und Bodenrente vom Lohn abgezogen, so dass sie ausgebeutet würden.
Der natürliche Lohn ist nach David Ricardo (1817) „derjenige, welcher notwendig ist, um die Arbeiter … in Stand zu setzen, zu bestehen und ihr Geschlecht fortzupflanzen ohne Vermehrung und Verminderung“. Ricardo definierte den natürlichen Lohn im Hinblick auf eine konstant bleibende Arbeitsbevölkerung, wodurch er sich in Widerspruch zu seinem Zeitgenossen Thomas Robert Malthus setzte.
Malthus ging im Rahmen des Bevölkerungsgesetzes in seiner Malthusianischen Lohntheorie davon aus, dass steigende Reallöhne über eine sinkende Kindersterblichkeit und höhere Lebenserwartung zu einem Angebotsüberhang an Arbeitskräften bei sich verschlechternder Nahrungsmittelproduktion führten. Für Albert Schäffle war 1867 der natürliche Lohn ein die Arbeitskosten und den Unterhalt deckendes Arbeitsentgelt.

## Berechnung
Johann Heinrich von Thünen präsentierte 1850 eine Formel für den „naturgemäßen Lohn“:
{\displaystyle l={\sqrt {a\cdot p}}}.
Der natürliche Lohn {\displaystyle l} ergibt sich aus dem notwendigen Lebensunterhalt der Arbeiter {\displaystyle a} und dem Arbeitsergebnis {\displaystyle p} als Wert der Erzeugnisse. Die Formel besagte, dass dem Arbeiter das geometrische Mittel aus dem Existenzminimum einerseits und der durchschnittlichen Arbeitsproduktivität andererseits gezahlt werden solle. Damit handelt es sich um einen Mittelwert aus dem niedrigsten und höchsten denkbaren Lohn. Bereits 1860 erschienen kritische Anmerkungen zur Formel von Karl Heinrich Rau, später kamen weitere kontroverse Beiträge hinzu. Die Definition für den natürlichen Arbeitslohn schmückt heute Thünens Grabstein in Prebberede-Belitz bei Teterow (Mecklenburg).
Der natürliche Lohn entspricht Karl Marx zufolge den Reproduktionskosten (also den Kosten für Unterhalt, Erziehung und Fortpflanzung) der menschlichen Arbeit. Der Konkurrenzdruck auf dem Arbeitsmarkt sorge langfristig dafür, dass der Reallohn das Existenzminimum nicht übersteigt.

## Bedeutung
Thünens Formel gilt heute als überholt. Mikroökonomisch gesehen hat sich die Auffassung durchgesetzt, dass der Lohnsatz der Grenzproduktivität der Arbeit entsprechen muss. Für Ernst Helmstädter stimmen der natürliche Lohn und der Grenzproduktivitätslohn langfristig überein. „Entgegen der pessimistischen Einstellung der Klassiker (könne, der Verf.) das Elend der Arbeiter unter Beachtung der ökonomischen Gesetzmäßigkeiten überwunden werden“. Die Änderungen im Zinsniveau und Lohnniveau schwanken um einen langfristigen Gleichgewichtspreis, der als natürlicher Zins bzw. natürlicher Lohn bezeichnet wird. Der kurzfristige, auf Arbeitsangebot und Arbeitsnachfrage reagierende Marktlohn pendelt um den natürlichen Lohn.